# Дебют королівського коня
Дебю́т королівського коня — шаховий дебют, який починається ходами:

1. e2-e4 e7-e5

2. Кg1-f3.

Належить до відкритих початків.
Другий хід білих атакує пішака на e5. Зазвичай чорні захищають його ходом 2. …Кb8-c6, що призводить до кількох іменованих дебютів. Серед альтернатив найважливішими є 2…Кg8-f6 (Російська партія) та 2…d7-d6 (Захист Філідора).

## Основні продовження
- 2…Кb8-с6
  - 3. Сf1-Сb5 — Іспанська партія (Дебют Руя Лопеса)
  - 3. Сf1-Сc4 Cf8-c5 — Італійська партія
    - 3…  Kg8-f6 — Захист двох коней
    - 3…  Cf8-е7 — Угорська партія

  - 3. d2-d4 — Шотландська партія
    - 3… e5:d4. 4. Cf1-c4 — Шотландський гамбіт

  - 3. Кb2-c3 — Дебют трьох коней
    - 3… Кg8-f6 — Дебют чотирьох коней

  - 3. c2-c3 — Дебют Понціані (Англійська партія)
- 2…Кg8-f6 — Російська партія (Захист Петрова)
- 2…d7-d6 — Захист Філідора

### Менш популярні варіанти
- 2…f7-f5 — Латиський гамбіт
- 2…d7-d5 — Центральний контргамбіт
- 2…Фd8-e7 — Захист Гундерама
- 2…f7-f6? — Захист Даміано
- 2…Фd8-f6 — Захист Греко